# Johanna Wiberg
Maria Johanna Wiberg, née le 6 septembre 1983, est ancienne une handballeuse internationale suédoise, évoluant au poste de pivot ou de défenseur. Elle est vice-championne d'Europe 2010, compétition à laquelle elle est élue meilleure défenseure. Elle est aujourd'hui reconvertie entraîneur.

## Palmarès

### En club
compétitions internationales
- vainqueur de la coupe des vainqueurs de coupe (C2) en 2009 (avec FC Copenhague)

compétitions nationales
- vainqueur de la coupe du Danemark en 2010 (avec FC Copenhague)

### En équipe nationale
championnats d'Europe
- finaliste du championnat d'Europe 2010

### Distinctions individuelles
- élue meilleure défenseure au championnat d'Europe 2010